# Jeong Gi-dong
Dans ce nom coréen, le nom de famille, Jeong, précède le nom personnel.
Jeong Gi-dong (coréen : 정기동) (né le 13 mai 1961 en Corée du Sud) est un joueur de football international sud-coréen, qui évoluait au poste de gardien de but.

## Biographie

### Carrière en sélection
Avec l'équipe de Corée du Sud, il dispute 3 matchs (pour aucun but inscrit) entre 1984 et 1990. Il figure notamment dans le groupe des sélectionnés lors de la coupe du monde de 1990.
Il participe également à la coupe d'Asie des nations de 1984.